# Thomas Jack
Thomas Jack est un dj australien, et producteur. Il inventa le style Tropical House,.